# Antonio Muñoz Zamora
Antonio Muñoz Zamora (Melilla, 8 de octubre de 1919-Almería, 8 de octubre de 2003) fue un combatiente del bando republicano durante la guerra civil española y superviviente del campo de concentración de Mauthausen.

## Biografía
Nació circunstancialmente en Melilla, donde trabajaba temporalmente su padre. Al cabo de unos meses, la familia regresó a su tierra, Almería. Pasó penurias económicas junto a su familia y empezó a trabajar pronto: primero, de repartidor de leche; después, de aprendiz en una imprenta.
Con diecisiete años, empezada la Guerra Civil, se alistó como voluntario para defender la causa republicana. Participó en varias batallas, como la de la batalla del Jarama, junto a la XV Brigada Internacional, y la de batalla de Brunete, en la que fue herido en el brazo. Fue hospitalizado brevemente en Madrid y Gerona, tras lo cual obtuvo un permiso y aprovechó para visitar a sus padres. Posteriormente, se incorporó al frente en la batalla del Ebro, pero, tras sucesivas retiradas, su división acabó cruzando la frontera a Francia el 9 de febrero de 1939.
Estuvo internado en los campos de Argelès, Barcarès y Vernet d'Ariège, y pasó por varias detenciones y evasiones. Contactó con la organización de comunistas españoles en clandestinidad, pero su grupo fue posteriormente víctima de una infiltración y detenido por la Gestapo. Sus integrantes fueron enviados al campo de Compiègne, tras un breve paso por distintas cárceles. El 18 de junio de 1944, al poco tiempo del desembarco de Normandía, Antonio Muñoz Zamora formó parte del grupo de 2139 hombres que fueron transportados en vagones para ganado en dirección al campo de concentración de Dachau. El 18 de agosto del mismo año, fue trasladado al campo de concentración de Mauthausen, y allí entabló contacto con la organización clandestina de los presos españoles. El 5 de mayo de 1945, el campo fue finalmente liberado por los estadounidenses.
Antonio Muñoz regresó a Francia, y reanudó su actividad política. En Toulouse contactó con el Partido Comunista de España (PCE) y se ofreció a participar en la guerrilla contra el franquismo, pero el PCE declinó su ofrecimiento. En una fiesta organizada por los exiliados españoles el 14 de abril de 1947, en conmemoración de la República española, conoció a Simone Vably, con quien acabaría casándose y teniendo tres hijos, Juan, Ana y Dolores.
En 1963 o 1969, Antonio Muñoz regresó con su familia a Almería, donde siguió comprometido, en clandestinidad, con el Partido Comunista de España y la lucha antifranquista.
Ya en democracia, fue delegado de la Amical de Mauthausen en Andalucía, e impulsó la construcción del monumento a las víctimas almerienses de Mauthausen. Falleció en Almería el 8 de octubre de 2003.

## Reconocimientos
Durante su exilio en Francia, el gobierno francés le concedió la Cruz de Guerra y la Medalla al Resistente.
En 1999, le fue concedida la Medalla de Andalucía. Posteriormente, fue nombrado hijo adoptivo de la ciudad de Almería.
En 2004, los periodistas Enmanuel Camacho y Ana Torregrosa escribieron una biografía de Antonio Muñoz Zamora, titulada Mauthausen 90 009, en referencia al número de prisionero que le fue asignado en Mauthausen. El histórico político comunista Santiago Carrillo escribió el prólogo.